# El reemplazante
El reemplazante es una serie de televisión chilena transmitida por Televisión Nacional de Chile entre 2012 y 2014, basada en una historia que gira en torno a un operador financiero que provoca pérdidas a su empresa y debe trabajar como profesor. Fue creada por Javier Bertossi, Nimrod Amitai e Ignacio Arnold. Los guiones estuvieron a cargo de Hernán Rodríguez Matte quien lideró un equipo de ocho escritores, entre ellos Pablo Paredes, Cristóbal Díaz y Enrique Videla.
El reemplazante se convirtió en una de las grandes ganadoras de los fondos anuales del Consejo Nacional de Televisión en 2011. El proyecto fue adjudicado por la cadena televisiva Televisión Nacional de Chile. La superproducción recibió cerca de $122.084.382 de pesos por parte del Consejo Nacional de Televisión y el resto del financiamiento fue puesto por Televisión Nacional de Chile, lo que suma cerca de un millón de dólares. Luego de su final obtuvo exitosos comentarios y la señal estatal decidió realizar su segunda temporada. La primera temporada fue estrenada el 1 de octubre de 2012, y se renovó para una segunda temporada estrenada el 9 de octubre de 2013. En 2017 la serie fue adquirida por Netflix.
Su historia es similar a la de Mentes peligrosas, película de 1995, en la que el personaje de Michelle Pfeiffer deja su carrera de marine para convertirse en profesora de una escuela a la que acuden jóvenes marginales. El eslogan de El reemplazante, «Rompió las reglas... y cambió sus vidas», es la traducción al español del eslogan de la película: «She broke the rules... and changed their lives».

## Reparto

### Principales
| Artista               | Personajes                  | Temporadas       | Temporadas       |
| --------------------- | --------------------------- | ---------------- | ---------------- |
| Iván Álvarez de Araya | Carlos "Charlie" Valdivia   | Temporadas 1 y 2 | Temporadas 1 y 2 |
| Sergio Hernández      | Dionisio Valdivia           | Temporadas 1 y 2 | Temporadas 1 y 2 |
| Sebastián Ayala       | Maicol Araya                | Temporadas 1 y 2 | Temporadas 1 y 2 |
| Karla Melo            | Flavia Tello                | Temporadas 1 y 2 | Temporadas 1 y 2 |
| Blanca Lewin          | Ana                         | Temporadas 1 y 2 | Temporadas 1 y 2 |
| Gastón Salgado        | Claudio                     | Temporadas 1 y 2 | Temporadas 1 y 2 |
| Rocio Monasterio      | Katherine "Kathy"           | Temporadas 1 y 2 | Temporadas 1 y 2 |
| Roberto Farías        | Francisco "Pancho" Valdivia | Temporadas 1 y 2 | Temporadas 1 y 2 |
| Cristián Soto         | Andrés "Zafrada" Rodríguez  | Temporadas 1 y 2 | Temporadas 1 y 2 |
| Mónica Huenten        | Jennifer "Jenny"            | Temporadas 1 y 2 | Temporadas 1 y 2 |
| Ricardo Olea          | Eduardo "Lalo" Ramírez      | Temporada 1      |                  |
| Paula Aguilera        | Nicole Ovalle               | Temporadas 1 y 2 | Temporadas 1 y 2 |
| Pablo Rojas           | Ariel Santana               | Temporadas 1 y 2 | Temporadas 1 y 2 |
| Trinidad González     | Nieves Moncada              |                  | Temporada 2      |
| Valentina Muhr        | Isabel Mellado              |                  | Temporada 2      |
| María José Illanes    | Lucía Sánchez               |                  | Temporada 2      |
| Samuel González       | Samuel "Samu" Rincón        | Temporada 1      |                  |
| Stephany Meza         | Rosa Pizarro                |                  | Temporada 2      |
| Elohim Ramón          | Victor Pizarro              |                  | Temporada 2      |
| Rafael de la Reguera  | Gerardo Munizaga            |                  | Temporada 2      |
| Ignacia Allamand      | Rosario Errázuriz           | Temporadas 1 y 2 | Temporadas 1 y 2 |
| Maite Neira           | Victoria "Toya" Araya       | Temporadas 1 y 2 | Temporadas 1 y 2 |
| Patrick Ordóñez       | Javier                      |                  | Temporada 2      |
| Gonzalo Canelo        | Hámster                     | Temporadas 1 y 2 | Temporadas 1 y 2 |

### Recurrentes
| Artista             | Personaje                         | Temporadas       | Temporadas       |
| ------------------- | --------------------------------- | ---------------- | ---------------- |
| Bastián Bodenhöfer  | Rafael Errázuriz                  | Temporada 1      |                  |
| Jaime Azócar        | Raúl Jorquera                     | Temporadas 1 y 2 | Temporadas 1 y 2 |
| Mónica Carrasco     | Berta Serrano                     | Temporadas 1 y 2 | Temporadas 1 y 2 |
| Daniela Lhorente    | Marisol "Mary"                    | Temporadas 1 y 2 | Temporadas 1 y 2 |
| Otilio Castro       | Juan Tello                        | Temporadas 1 y 2 | Temporadas 1 y 2 |
| Mireya Moreno       | Mirta                             | Temporadas 1 y 2 | Temporadas 1 y 2 |
| Juan Carlos Cáceres | Horacio                           | Temporadas 1 y 2 | Temporadas 1 y 2 |
| Rodolfo Pulgar      | Aníbal Reyes                      | Temporada 1      |                  |
| Vilma Verdejo       | Gladys                            | Temporada 1      |                  |
| Mario Bustos        | Arturo                            |                  | Temporada 2      |
| Silvia Hernández    | Maruja "Bruja" Mardones           | Temporadas 1 y 2 | Temporadas 1 y 2 |
| Cristóbal Pérez     | Natre                             |                  | Temporada 2      |
| Alex Quevedo        | Rape                              |                  | Temporada 2      |
| Tito Bustamante     | Julio Hormazábal                  |                  | Temporada 2      |
| Daniel Antivilo     | Jorge Rodríguez                   | Temporadas 1 y 2 | Temporadas 1 y 2 |
| Juan José Susacasa  | Benjamin Valdivia                 | Temporadas 1 y 2 | Temporadas 1 y 2 |
| Paulo Meza          | Anfitrión del centro de formación |                  | Temporada 2      |
| Daniel de la Vega   | Padre de Ariel                    | Temporadas 1 y 2 | Temporadas 1 y 2 |

## Argumento

### Primera temporada
Carlos Valdivia (Iván Álvarez de Araya) es un importante ingeniero que trabaja como ejecutivo de una firma de inversiones financieras en Sanhattan. Su ambición y soberbia lo llevan a hacer una arriesgada jugada bursátil no autorizada que termina en una gran pérdida para la empresa en que trabaja. Rafael (Bastián Bodenhöfer) el dueño de la empresa y quien ha sido casi un padre para él, se siente traicionado y lo despide. A pesar de que no actuó solo, Carlos es el único que termina pagando la osadía con tres meses en la cárcel. Rosario (Ignacia Allamand), hija del dueño y amante secreta de Carlos, le entregó las claves del software para hacer la operación.
Tras salir de prisión y en la ruina económica, Carlos regresa a la comuna de San Miguel donde vive con su padre (Sergio Hernández), un profesor viudo del colegio Principe Carlos, y su hermano Pancho (Roberto Farías), también profesor del colegio. Son ellos quienes lo impulsan a rehacer su vida y tomar como desafío ser el reemplazante del profesor de matemáticas.
Ahí conocerá a Ana (Blanca Lewin), la bella profesora de artes plásticas y a un grupo de jóvenes, sus alumnos, a los cuales aprenderá a comprender y querer. Como era de esperar por su poca experiencia y lo difícil de trabajar con jóvenes en riesgo social, el primer día de clases de Carlos, a quien los alumnos apodan rápidamente Charlie, es un desastre.
Poco a poco conoce los problemas, los sueños y las ilusiones de este grupo de jóvenes de Enseñanza Media y decide hacer todo lo posible por darles una mejor educación. En este camino, Carlos Valdivia se comprometerá con ello como no lo había hecho antes con otras personas y rearmará su vida con otros valores.

### Segunda temporada
El colegio fue vendido a la Corporación Educacional Los Cóndores, a espaldas de Carlos, quien estaba en negociaciones para comprarlo; llegan nuevas autoridades, lo que provoca la renuncia de Ana.
Los estudiantes de Carlos cursan 4° medio, último año de educación secundaria; también llegan nuevos alumnos: dos jóvenes peruanos Rosa Pizarro (Stephanie Meza), quien iniciará un romance con su compañero Andrés – “Zafrada” (Cristian Soto), y su hermano Víctor (Elohim Ramón), quien enfrentará bullying xenófobo. Además de Gerardo Munizaga (Rafael de la Reguera), un joven, con tendencia neonazi, que le hará bullying a Víctor; él es hijo de Lucía Sánchez (María José Illanes), paramédico, y antigua compañera de colegio de Carlos, con quien tendrá un romance, afectando la precaria estabilidad emocional de Gerardo y acentuando sus conductas violentas.
El final es abierto: tras la Fiesta de Licenciatura, Gerardo y otros jóvenes neonazis atacan brutalmente a Víctor, dejándolo en estado de coma, por lo que Gerardo termina en prisión, y Carlos alejado de Lucía. El curso se muestra conmovido y apoya a Víctor y su familia. 
Tras los resultados de la Prueba de Selección Universitaria, se muestra que Andrés fue Puntaje Máximo Nacional en matemáticas y desea estudiar pedagogía, así como los caminos de los demás compañeros.
Nieves Mondaca (Trinidad González), la Directora del Colegio, le propone a Carlos participar en un nuevo proyecto educativo, sin la Corporación Los Cóndores 
En la escena final se muestra a Carlos  abordado por Claudio (Gastón Salgado), el narcotraficante de la población, quien le pide una vuelta de mano, por ayudar a Jenny (Mónica Huentén). 

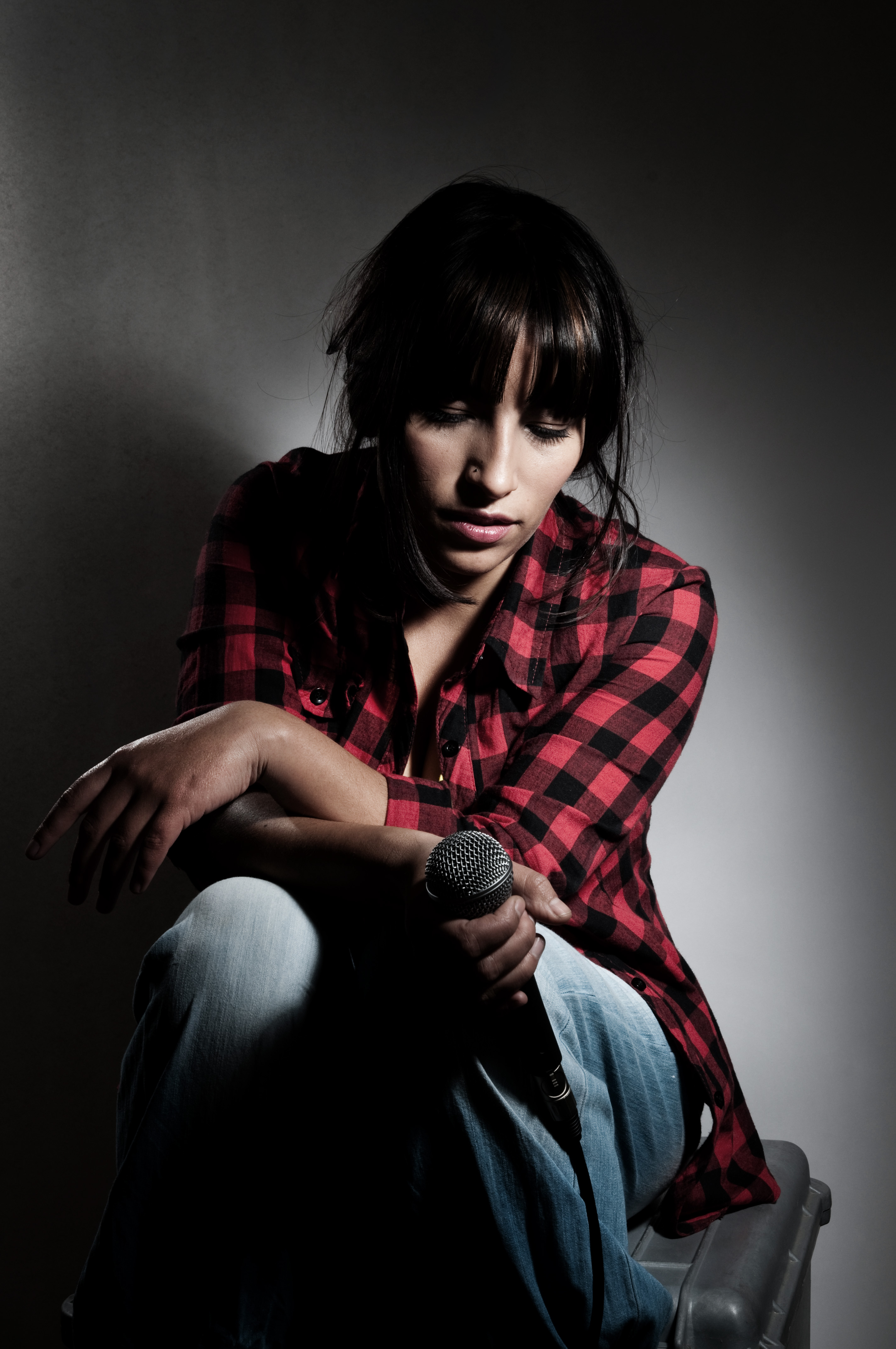
Anita Tijoux interpreta "Mi Verdad", canción principal de la serie.

## Producción
La idea de la serie fue concebida por Javier Bertossi, quien era estudiante de periodismo y participaba en un taller de guion. Posteriormente fue desarrollada por Bertossi, Ignacio Arnold, profesor del taller, y Nimrod Amitai. Los guionistas habían pensado en ambientar la historia en un establecimiento educacional municipal, pero decidieron finalmente hacerlo en un colegio particular subvencionado, ya que les interesaba la figura del sostenedor. Para poder lograr un mayor realismo en la historia, investigaron durante meses el sistema educacional que buscaban representar, visitando colegios y entrevistando a profesores y estudiantes. El proceso de escritura y producción de la serie duró aproximadamente dos años. Los responsables de El reemplazante vieron series y películas sobre el tema como forma de inspiración, incluyendo Al maestro con cariño, Entre los muros y Stand and Deliver. Según Arnold:

"Hay arquetipos como lo que pasa cuando el profesor llega a este curso hostil, la dificultad de la primera clase, luego el cómo se los va ganando, la lucha con el entorno; pero nosotros también queríamos mostrar cómo los alumnos cambian la vida del profesor. Detenernos también en el proceso inverso. Algo que lo enriquece a él, también, una cosa más recíproca".

Aunque la idea de El reemplazante tuvo su origen antes de la movilización estudiantil en Chile de 2011, según Ignacio Arnold fueron las marchas las que le dieron fuerza y aceleraron la concreción del proyecto. Según el actor Iván Álvarez de Araya, en una de las escenas de la serie iba a participar la dirigente estudiantil Camila Vallejo, lo que finalmente no se concretó.
Las escenas ambientadas en el ficticio colegio Príncipe Carlos fueron filmadas en el Centro Educativo Ochagavía, ubicado en la comuna de Pedro Aguirre Cerda. Algunos alumnos del establecimiento actuaron como extras. Además, algunos de los personajes que aparecen en la serie fueron interpretados por estudiantes que no habían tenido experiencia en la actuación. Se llevó a cabo un taller que duró dos meses, a través del cual se seleccionaron los estudiantes que participarían en el proyecto. El rodaje de los episodios duró cerca de cuatro meses.
Las grabaciones de la segunda temporada de la serie comenzaron el 15 de abril de 2013 y finalizaron el 24 de julio de aquel año.

## Temporadas
|  | 1 | 12 | 1 de octubre de 2012 | 17 de diciembre de 2012 | 15.5 |
|  | 2 | 12 | 9 de octubre de 2013 | 1 de enero de 2014      | 10,6 |

## Premios y nominaciones
| Año  | Premio          | Categoría                            | Participante                                                                                     | Resultado |
| ---- | --------------- | ------------------------------------ | ------------------------------------------------------------------------------------------------ | --------- |
| 2013 | Premios Altazor | Mejor Actor                          | Iván Álvarez de Araya                                                                            | Ganador   |
| 2013 | Premios Altazor | Mejor Actor                          | Sebastián Ayala                                                                                  | Nominado  |
| 2013 | Premios Altazor | Dirección género dramático           | Nicolás Acuña Cristián Jiménez                                                                   | Ganador   |
| 2013 | Premios Altazor | Mejor guion                          | Hernán Rodríguez Matte Ignacio Arnold Nimrod Amitai Pablo Paredes Javier Bertossi Enrique Videla | Ganador   |
| 2013 | Copihue de Oro  | Mejor serie o teleserie              | El reemplazante                                                                                  | Nominado  |
| 2021 | Copihue de Oro  | Mejor serie o teleserie de la década | El reemplazante                                                                                  | Ganador   |